# Campionati europei di nuoto in vasca corta 2021
La XXV edizione dei campionati europei di nuoto in vasca corta si è svolta dal 2 al 7 novembre 2021 all'Aquatics Palace di Kazan', in Russia.

## Nazioni e partecipanti
Le federazioni aderenti alla LEN che hanno iscritto i propri atleti alla rassegna sono 41; i partecipanti sono in totale 391, di cui 202 uomini e 189 donne.
- Albania (6)
- Andorra (3)
- Armenia (7)
- Austria (12)
- Belgio (4)
- Bielorussia (6)
- Bosnia ed Erzegovina (4)
- Bulgaria (1)
- Croazia (2)
- Danimarca (7)
- Estonia (5)

- Finlandia (10)
- Francia (11)
- Georgia (4)
- Germania (16)
- Grecia (6)
- Irlanda (3)
- Islanda (3)
- Israele (11)
- Italia (40)
- Lettonia (5)

- Liechtenstein (1)
- Lituania (4)
- Lussemburgo (3)
- Malta (3)
- Montenegro (4)
- Norvegia (11)
- Paesi Bassi (20)
- Polonia (16)
- Portogallo (3)
- Rep. Ceca (11)

- Romania (4)
- Russia (63)
- Serbia (3)
- Slovacchia (10)
- Slovenia (7)
- Spagna (11)
- Svezia (15)
- Svizzera (4)
- Turchia (19)
- Ungheria (13)

## Medagliere
| Posiz. | Nazione     | Oro | Argento | Bronzo | Totale |
| ------ | ----------- | --- | ------- | ------ | ------ |
| 1      | Russia      | 11  | 5       | 8      | 24     |
| 2      | Paesi Bassi | 8   | 5       | 5      | 18     |
| 3      | Italia      | 7   | 18      | 10     | 35     |
| 4      | Svezia      | 4   | 1       | 1      | 6      |
| 5      | Ungheria    | 3   | 1       | 1      | 5      |
| 6      | Polonia     | 2   | 2       | 4      | 8      |
| 7      | Bielorussia | 2   | 2       | 0      | 4      |
| 8      | Grecia      | 1   | 2       | 2      | 5      |
| 9      | Germania    | 1   | 1       | 4      | 6      |
| 10     | Romania     | 1   | 1       | 1      | 3      |
| 10     | Turchia     | 1   | 1       | 1      | 3      |
| 12     | Israele     | 1   | 0       | 0      | 1      |
| 13     | Francia     | 0   | 1       | 1      | 2      |
| 14     | Danimarca   | 0   | 1       | 0      | 1      |
| 14     | Estonia     | 0   | 1       | 0      | 1      |
| 14     | Serbia      | 0   | 1       | 0      | 1      |
| 14     | Svizzera    | 0   | 1       | 0      | 1      |
| 14     | Rep. Ceca   | 0   | 1       | 0      | 1      |
| 19     | Austria     | 0   | 0       | 2      | 2      |
| 20     | Slovenia    | 0   | 0       | 1      | 1      |
| Totale | Totale      | 42  | 45      | 41     | 128    |

## Podi

### Uomini
| Evento                         | Oro | Tempo    | Argento | Tempo    | Bronzo                                                                    | Tempo    |
| Stile libero                   | |          | |          |                                                                           |          |
| 50 m (dettagli)                | Szebasztián Szabó | 20"72    | Lorenzo Zazzeri | 20"84    | Pawel Juraszek Vladimir Morozov                                           | 20"95    |
| 100 m (dettagli)               | Kliment Kolesnikov | 45"58    | Alessandro Miressi | 45"84    | Vladislav Grinev                                                          | 46"06    |
| 200 m (dettagli)               | David Popovici | 1'42"12  | Luc Kroon | 1'42"20  | Stan Pijnenburg                                                           | 1'42"51  |
| 400 m (dettagli)               | Luc Kroon | 3'38"33  | Matteo Ciampi | 3'38"58  | Marco De Tullio                                                           | 3'38"80  |
| 800 m (dettagli)               | Gregorio Paltrinieri | 7'27"94  | Florian Wellbrock | 7'27"99  | Sven Schwarz                                                              | 7'33"85  |
| 1500 m (dettagli)              | Florian Wellbrock | 14'09"88 | Gregorio Paltrinieri | 14'13"07 | Sven Schwarz                                                              | 14'26"24 |
| Dorso                          | |          | |          |                                                                           |          |
| 50 m (dettagli)                | Kliment Kolesnikov | 22"47    | Michele Lamberti | 22"65    | Robert Glință                                                             | 22"74    |
| 100 m (dettagli)               | Kliment Kolesnikov | 49"13    | Robert Glință | 49"31    | Apostolos Christou                                                        | 49"87    |
| 200 m (dettagli)               | Radoslaw Kawecki | 1'48"46  | Lorenzo Mora | 1'49"73  | Michele Lamberti                                                          | 1'50"26  |
| Rana                           | |          | |          |                                                                           |          |
| 50 m (dettagli)                | Il'ja Šymanovič | 25"25    | Emre Sakçı | 25"39    | Nicolò Martinenghi                                                        | 25"54    |
| 100 m (dettagli)               | Nicolò Martinenghi | 55"63    | Il'ja Šymanovič | 55"77    | Arno Kamminga                                                             | 55"79    |
| 200 m (dettagli)               | Il'ja Šymanovič | 2'01"73  | Arno Kamminga | 2'01"74  | Mikhail Dorinov                                                           | 2'02"07  |
| Farfalla                       | |          | |          |                                                                           |          |
| 50 m (dettagli)                | Szebasztián Szabó | 21"75 =  | Matteo Rivolta | 22"14    | Thomas Ceccon                                                             | 22"24    |
| 100 m (dettagli)               | Szebasztián Szabó | 49"68    | Michele Lamberti | 49"79    | Jakub Majerski                                                            | 49"86    |
| 200 m (dettagli)               | Alberto Razzetti | 1'50"24  | Kristóf Milák | 1'51"11  | Egor Pavlov                                                               | 1'51"81  |
| Misti                          | |          | |          |                                                                           |          |
| 100 m (dettagli)               | Marco Orsi | 50"95    | Andreas Vazaios | 51"72    | Bernhard Reitshammer                                                      | 51"91    |
| 200 m (dettagli)               | Andreas Vazaios | 1'51"70  | Thomas Ceccon | 1'52"49  | Alberto Razzetti                                                          | 1'52"75  |
| 400 m (dettagli)               | Ilya Borodin | 3'58"83  | Alberto Razzetti | 4'00"34  | Hubert Kos                                                                | 4'03"16  |
| Staffette                      | |          | |          |                                                                           |          |
| 4x50 m stile libero (dettagli) | Paesi Bassi Jesse Puts Stan Pijnenburg Kenzo Simons Thom de Boer                                                                  | 1'22"89  | Italia Alessandro Miressi Thomas Ceccon Lorenzo Zazzeri Marco Orsi                                                                    | 1'22"92  | Russia Vladimir Morozov Vladislav Grinev Evgenij Rylov Kliment Kolesnikov | 1'23"35  |
| 4x50 m misti (dettagli)        | Italia Michele Lamberti Nicolò Martinenghi Marco Orsi Lorenzo Zazzeri Lorenzo Mora Federico Poggio Thomas Ceccon Leonardo Deplano | 1'30"14  | Russia Kliment Kolesnikov Oleg Kostin Vladimir Morozov Vladislav Grinev Pavel Samusenko Danil Semyaninov Daniil Markov Sergej Fesikov | 1'30"79  | Paesi Bassi Stan Pijnenburg Arno Kamminga Jesse Puts Thom de Boer         | 1:32.16  |

### Donne
| Evento                         | Oro                                                                        | Tempo    | Argento                                                               | Tempo    | Bronzo                                                                         | Tempo         |
| Stile libero                   |                                                                            |          |                                                                       |          |                                                                                |               |
| 50 m (dettagli)                | Sarah Sjöström                                                             | 23"12    | Katarzyna Wasick                                                      | 23"49    | Marija Kameneva                                                                | 23"72         |
| 100 m (dettagli)               | Sarah Sjöström                                                             | 51"26    | Katarzyna Wasick                                                      | 51"58    | Marrit Steenbergen                                                             | 51"92         |
| 200 m (dettagli)               | Marrit Steenbergen                                                         | 1'52"75  | Barbora Seemanova                                                     | 1'53"58  | Katja Fain                                                                     | 1'53"88       |
| 400 m (dettagli)               | Anastasiya Kirpichnikova                                                   | 3'59"18  | Anna Egorova                                                          | 4'00"52  | Isabel Marie Gose                                                              | 4'01"37       |
| 800 m (dettagli)               | Anastasiya Kirpichnikova                                                   | 8'04"65  | Simona Quadarella                                                     | 8'10"54  | Isabel Marie Gose                                                              | 8'10"60       |
| 1500 m (dettagli)              | Anastasiya Kirpichnikova                                                   | 15'18"30 | Simona Quadarella                                                     | 15'34"26 | Martina Rita Caramignoli                                                       | 15'37"33      |
| Dorso                          |                                                                            |          |                                                                       |          |                                                                                |               |
| 50 m (dettagli)                | Kira Toussaint                                                             | 25"79    | Analia Pigrée                                                         | 26"08    | Maaike de Waard                                                                | 26"11         |
| 100 m (dettagli)               | Kira Toussaint                                                             | 55"76    | Maaike de Waard                                                       | 55"86    | Analia Pigrée                                                                  | 56"40         |
| 200 m (dettagli)               | Kira Toussaint                                                             | 2'01"26  | Margherita Panziera                                                   | 2'02"05  | Lena Grabowski                                                                 | 2'04"74       |
| Rana                           |                                                                            |          |                                                                       |          |                                                                                |               |
| 50 m (dettagli)                | Arianna Castiglioni                                                        | 29"66    | Benedetta Pilato                                                      | 29"75    | Nika Godun                                                                     | 29"80         |
| 100 m (dettagli)               | Martina Carraro                                                            | 1'04"01  | Evgenija Čikunova Eneli Jefimova                                      | 1'04"25  | non assegnato                                                                  | non assegnato |
| 200 m (dettagli)               | Evgenija Čikunova                                                          | 2'16"88  | Marija Temnikova                                                      | 2'18"45  | Francesca Fangio                                                               | 2'19"69       |
| Farfalla                       |                                                                            |          |                                                                       |          |                                                                                |               |
| 50 m (dettagli)                | Sarah Sjöström                                                             | 24"50    | Maaike De Waard                                                       | 24"97    | Anna Ntountounaki Silvia Di Pietro                                             | 25"09         |
| 100 m (dettagli)               | Sarah Sjöström                                                             | 55"84    | Anna Ntountounaki Anastasija Škurdaj                                  | 56"35    | non assegnato                                                                  | non assegnato |
| 200 m (dettagli)               | Svetlana Čimrova                                                           | 2'04"97  | Helena Bach                                                           | 2'05"02  | Ilaria Bianchi                                                                 | 2'05"43       |
| Misti                          |                                                                            |          |                                                                       |          |                                                                                |               |
| 100 m (dettagli)               | Alicja Tchórz                                                              | 57"82    | Marija Kameneva                                                       | 57"83    | Sarah Sjöström                                                                 | 58"05         |
| 200 m (dettagli)               | Anastasia Gorbenko                                                         | 2'05"17  | Maria Ugolkova                                                        | 2'06"41  | Viktoriya Zeynep Güneş                                                         | 2'07"67       |
| 400 m (dettagli)               | Viktoriya Zeynep Güneş                                                     | 4'30"45  | Sara Franceschi Anja Crevar                                           | 4'30"47  | non assegnato                                                                  | non assegnato |
| Staffette                      |                                                                            |          |                                                                       |          |                                                                                |               |
| 4x50 m stile libero (dettagli) | Russia Rozalija Nasretdinova Arina Surkova Marija Kameneva Daria Klepikova | 1'34"92  | Paesi Bassi Kim Busch Maaike de Waard Kira Toussaint Valerie van Roon | 1'35"47  | Polonia Katarzyna Wasick Kornelia Fiedkiewicz Dominika Sztandera Alicja Tchorz | 1'35"94       |
| 4x50 m misti (dettagli)        | Russia Marija Kameneva Nika Godun Arina Surkova Daria Klepikova            | 1'44"19  | Svezia Hanna Rosvall Emelie Fast Sara Junevik Sarah Sjöström          | 1'44"32  | Italia Silvia Scalia Arianna Castiglioni Elena Di Liddo Silvia Di Pietro       | 1'44"46       |

### Misto
| Evento                         | Oro | Tempo   | Argento | Tempo   | Bronzo | Tempo   |
| Staffette                      | |         | |         | |         |
| 4x50 m stile libero (dettagli) | Paesi Bassi Jesse Puts (21.06) Thom de Boer (20.55) Maaike de Waard (23.46) Kim Busch (23.86) Kenzo Simons Stan Pijnenburg Tamara van Vliet Valerie van Roon | 1'28"93 | Italia Alessandro Miressi (21.33) Lorenzo Zazzeri (20.59) Silvia Di Pietro (23.48) Costanza Cocconcelli (24.00) Leonardo Deplano Filippo Megli Chiara Tarantino                    | 1'29"40 | Polonia Paweł Juraszek (21.33) Jakub Majerski (21.03) Alicja Tchórz (24.01) Katarzyna Wasick (23.09)                                                                         | 1'29"46 |
| 4x50 m misti (dettagli)        | Paesi Bassi Kira Toussaint (25.99) Arno Kamminga (25.54) Maaike de Waard (24.50) Thom de Boer (20.15) Kim Busch Jesse Puts                                   | 1'36"18 | Italia Michele Lamberti (22.72) Nicolò Martinenghi (25.13) Elena Di Liddo (25.09) Silvia Di Pietro (23.45) Matteo Rivolta Alessandro Pinzuti Costanza Cocconcelli Chiara Tarantino | 1'36"39 | Russia Kliment Kolesnikov (22.47) Oleg Kostin (25.58) Arina Surkova (24.88) Marija Kameneva (23.49) Pavel Samusenko Kirill Strelinkov Svetlana Čimrova Rozaliya Nasretdinova | 1'36"42 |